# Eurema beatrix
Eurema beatrix is een vlindersoort uit de familie van de Pieridae (witjes), onderfamilie Coliadinae.
Eurema beatrix werd in 1939 beschreven door Lambertus Johannes Toxopeus.